# 乾正成

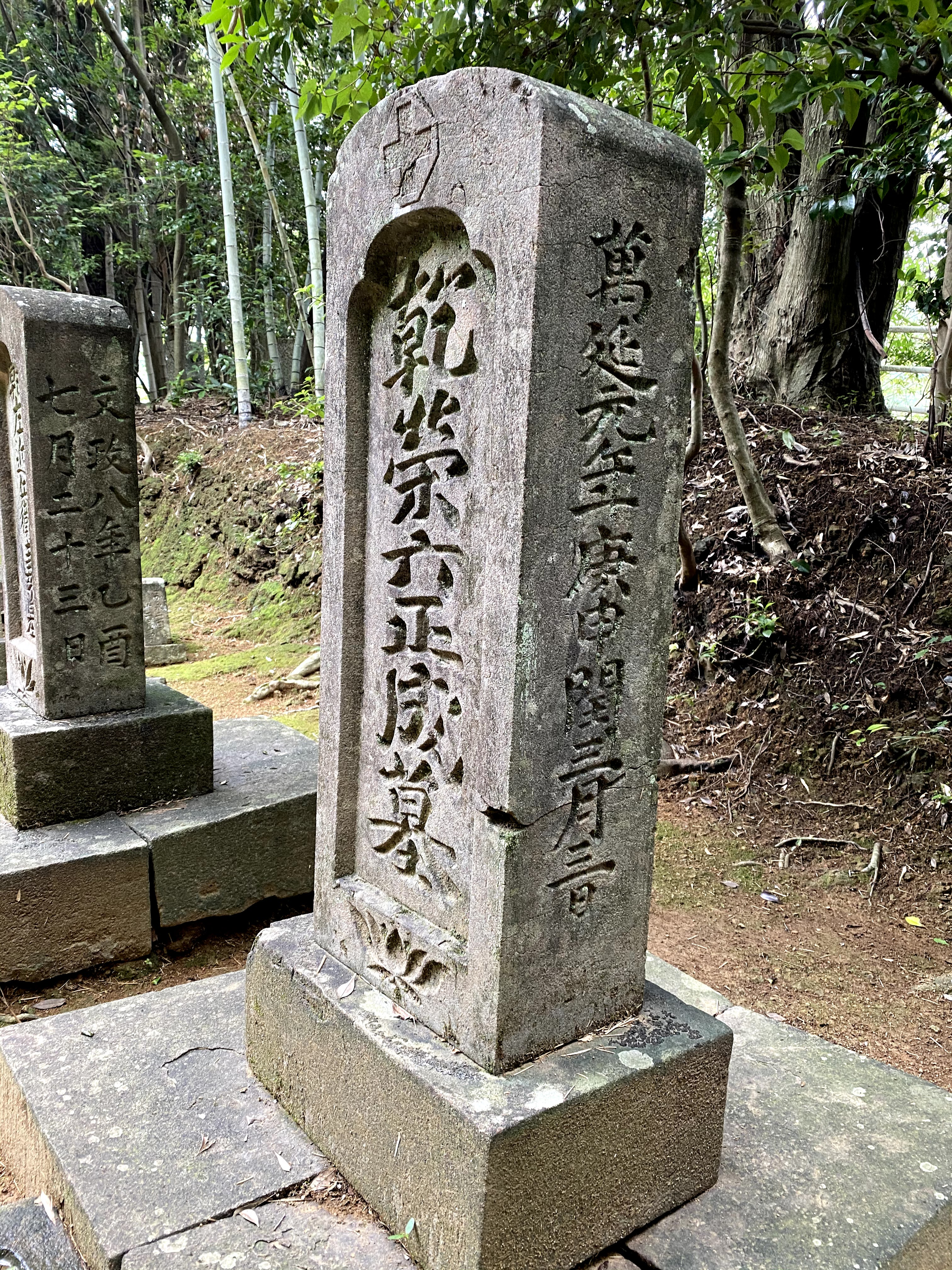
乾正成の墓(板垣山)

乾 正成（いぬい まさしげ）は、土佐藩士・乾庄右衛門信武の長男。母は谷村久之丞自熈の娘。板垣退助の父。

## 来歴
諱は初め信成（のぶしげ）、のち藩主山内豊信の諱を避け、正成と改める。幼名は魚之助。榮六（えいろく）、左賀江（さかえ）、丈右衛門、左近兵衛と称す。土佐藩馬廻格で、家禄300石。
文化4年2月26日（1807年4月3日）、惣領御目見仰せ付けられる。文化7年11月3日（1810年11月29日）、正成9歳の時、亡父信武の跡目を無相違下し置かれる。痩せ気味の退助と違い、力士のような30余貫(=約113kg) の体格であった。文政2年（1819年）頃、藩主がお忍び駕籠で領内視察をしていたのに気づかずに、乗馬したまま横切って泥を掛ける失態が噂となったため、改易となるのではないかと気に病んで乱心気味の振る舞いがあったという。
天保14年（1843年）、長屋彦太夫へ嫁していた妹の不品行の監督責任を問われ、家禄を30石減ぜられ270石となる。
正成は、居合と風流に通じた人柄で、弘化3年（1846年）、芭蕉の句碑「蓬莱に聞はや伊勢の初便」を邸内庭に建立している。
万延元年閏3月3日（1860年4月23日）卒去。年59歳。土佐国土佐郡薊野赤坂の板垣山に葬る。

## 家族
- 祖父：乾正聰
- 祖母：林 藤左衛門勝周の女

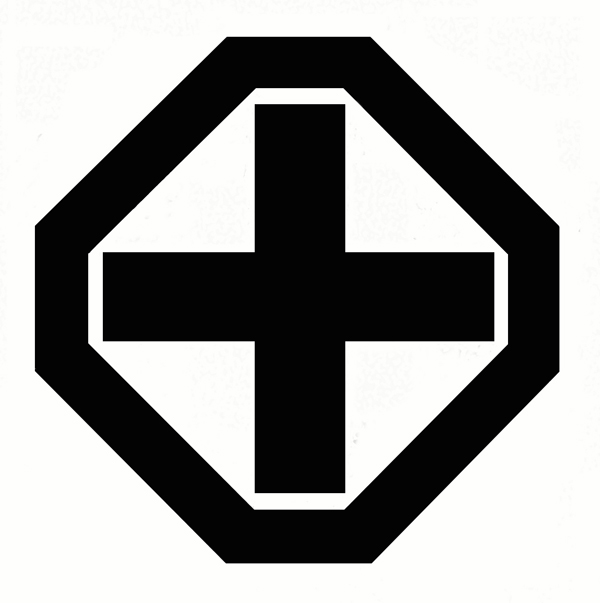
乾の家紋（榧之内十文字）

  - 父：乾信武（1778年（安永7年） - 1810年8月2日（文化7年7月3日））
  - 母：谷村久之丞自熈の女
    - 本人：乾正成
    - 正妻：花井半助義抽の妹（生年不詳 - 1825年8月16日（文政8年7月3日））
    - 継妻：中村加助仲住の妹
    - 継妻：林（山内）源蔵勝文の妹（すなわち林勝重の娘）、幸（こう）（1812年（文化9年） - 1848年10月15日（嘉永元年9月19日））智法院浄心妙光大姉
      - 長男：板垣退助（伯爵）

    - 継妻：近藤祐五郎秀行の姉（1805年（文化2年） - 1851年1月20日（嘉永3年12月19日）） 浄光院圓室妙鏡大姉
    - 継妻：高屋繁次長容の伯母
      - 二男：乾久馬（1845年（弘化2年） - 1850年1月26日（嘉永2年12月14日））
      - 長女：実名未詳（1823年（文政6年） - 1864年8月4日（元治元年7月3日）） 智祥院玉室妙蓮大姉
      - 二女：高屋長豪の妻
      - 三女：日野(寺村)軍馬成雄の妻、日野次郎三成文の母

    - 妹：実名不詳
    - 妹：長屋彦太夫の妻 - のち離縁
    - 妹：平井善之丞政実の妻（1806年 - 1863年）純正院妙悟日道大姉

## 補註
1. 1 2  死亡日については、土佐藩届出文書、譜類は全て「閏3月10日」であるが、墓碑・過去帳類は「閏3月3日」である。
2. ↑  『板垣退助君傳記』による。
3. ↑  18歳の頃と言われる。
4. ↑  一説には難を免れるため乱心を装ったとも言う。
5. ↑   元禄7年（1694年）、松尾芭蕉が亡くなる年、江戸で詠まれた句。
6. ↑  高野寺内に現存。乾猪之助（板垣退助）12歳の時の物。

## 乾正成を主人公とした小説
- 『近世名士譚』伊藤仁太郎（痴遊）著、忠文舎、1908年